# العامل المطلق لموجهة القشرة
العامل المطلق لموجهة القشرة هو فصيلة لـ الببتيدات العصبية ذات الصلة في الفقاريات. وتشمل هذه الأسرة الهرمون المطلق لموجهة القشرة واليوروتينسين الأحادي واليوروكورتين والسوفاجين. ويمكن تصنيف الفصيلة إلى سلالتين منفصلتين متماثلتين، مع اليوروتينسين الأحادي واليوروكورتين والسوفاجين في مجموعة واحدة ويكون الهرمون المطلق لموجهة القشرة مجموعة أخرى. وبدى أن اليوروكورتين والسوفاجين يمثلان الوصف الدقيق لأسماك اليوروتينسين الأحادي في الثدييات والبرمائيات، على التوالي. إضافة إلى أن الببتيدات تحتوي على مجموعة متنوعة من الآثار الفسيولوجية على التوتر والقلق والتنظيم الوعائي والتنظيم الحراري والنمو والأيض والتحول والتكاثر في أنواع مختلفة ويطلق عليها جميعًا اسم طلائع الهرمونات.
الهرمون المطلق لموجهة القشرة يتعلق بعدد الببتيدات الأخرى النشطة. يستخدم اليوروكورتين في المختبر لتحفيز إفراز الهرمون الموجه لقشر الكظر. بينما يوجد اليوروتينسين في العظميات نظام الإفراز العصبي الذيلي وربما يكون له دور في تنظيم التناضح وكعامل مطلق لموجهة القشرة. في حين يُطلق اليوروتينسين الأحادي من يوروفيزيز في الأسماك ويُخرج الهرمون الموجه لقشر الكُظر ويليله إطلاق الكورتيزول في الأحياء. ويُعتقد أن البروتين غير الهرموني لـ طليعة الهرمون هو بروتين اليوروتينسين المتماسك مع (اليوروفيسين). ويكون للسوفاجين، الذي يعزل عن جلد الضفدع أثر في انخفاض الضغط ومدر للبول.
الهرمون المطلق لموجهة القشرة يتعلق بعدد الببتيدات الأخرى النشطة. يستخدم اليوروكورتين في المختبر لتحفيز إفراز الهرمون الموجه لقشر الكظر. بينما يوجد اليوروتينسين في العظميات نظام الإفراز العصبي الذيلي وربما يكون له دور في تنظيم التناضح وكعامل مطلق لموجهة القشرة. في حين يُطلق اليوروتينسين الأحادي من يوروفيزيز في الأسماك ويُخرج الهرمون الموجه لقشر الكُظر ويليله إطلاق الكورتيزول في الأحياء. ويُعتقد أن البروتين غير الهرموني لـ طليعة الهرمون هو بروتين اليوروتينسين المتماسك مع (اليوروفيسين). ويكون للسوفاجين، الذي يعزل عن جلد الضفدع أثر في انخفاض الضغط ومدر للبول.

## الفصائل الفرعية
- اليوروكورتين
- الهرمون المدر للبول

## البروتينات البشرية من هذه الفصيلة
الهرمون المطلق لموجهة القشرة؛ اليوروكورتين;